# 피어닷컴
《피어닷컴》(영어: FearDotCom)은 영국, 독일, 룩셈부르크, 미국에서 제작된 윌리엄 멀론 감독의 2002년 초자연 공포 영화이다. 스티븐 도프 등이 출연하였고, 리모 디어만트 등이 제작에 참여하였다.

## 출연
- 스티븐 도프
- 너태샤 매컬혼
- 스티븐 레이
- 우도 키어
- 어밀리아 커티스
- 제프리 콤스
- 나이절 테리
- 게지네 추크로프스키
- 미셸 사라쟁
- 아나 탈바흐
- 마티아스 슈바이크회퍼
- 비르테 볼터

## 기타 제작진
- 공동 제작: 얀 판틀
- 라인 제작: 요람 바르질라이
- 배역: 로지나 부치

## 개봉 및 출시
이 영화는 대한민국에서 2002년 8월 9일에, 미국에서 2002년 8월 30일에 개봉되었다. 그 뒤 수많은 국가에서 수개월에 거쳐 극장 개봉하였고, 그 중 영국의 경우 2003년 6월 27일 개봉하였다.
이 영화는 2003년 1월 DVD로 출시되었다.